# Angarakan
L'Angarakan (en russe : Ангаракан) est une rivière de Russie qui coule en république autonome de Bouriatie en Sibérie orientale. C'est un affluent de l'Angara supérieure en rive gauche, donc un sous-affluent de l'Ienisseï par l'Angara supérieure, le lac Baikal et enfin l'Angara.

## Géographie
Le bassin versant de l'Angarakan a une superficie de 650 km2 (surface de taille équivalente aux quatre cinquièmes de celle du Canton de Neuchâtel en Suisse). Son débit moyen à l'embouchure est de 18,0 m3/s. 
L'Angarakan prend naissance au nord de la Bouriatie, sur le rebord nord des monts Mouisk septentrionaux ou  Severomouïsk, chaîne montagneuse haute de 2 500 mètres. Ces monts constituent la continuation au nord-est des monts Bargouzine qui longent le rebord nord-est du lac Baïkal. 
Après sa naissance, l'Angarakan coule en direction de l'ouest et après un parcours de 64 kilomètres dans une région montagneuse, se jette dans l'Angara supérieure en rive gauche, au niveau de son cours supérieur.

## La Magistrale Baïkal-Amour et le tunnel Severomouïski
D'ouest en est, la voie de chemin de fer du Magistrale Baïkal-Amour ou BAM remonte la vallée. Cela lui permet d'accéder au tunnel Severomouïski qui franchit les monts Mouïsk septentrionaux (ou monts Severomouïsk) en direction de l'est sibérien (à Tounnelny). Ce tunnel, long de 15 343 mètres, donne accès à la vallée du Mouïakan, un sous-affluent du Vitim, donc de la Léna.

## Hydrométrie - Les débits mensuels à Angarakan
L'Angarakan est un cours d'eau très abondant. Son débit a été observé pendant 23 ans (durant la période 1977-1999) à Angarakan, station hydrométrique située à 8 kilomètres de son point de confluence, à une altitude de 670 mètres. 
Le débit inter annuel moyen ou module observé à Angarakan sur cette période était de 16,3 m3/s pour une surface prise en compte de 623 km2, soit quelque 95 % du bassin versant de la rivière. La lame d'eau écoulée dans ce bassin versant se monte ainsi à 826 millimètres par an, ce qui est très élevé, surtout dans le contexte de la Sibérie. 
Rivière alimentée en partie par la fonte des neiges, mais aussi par les pluies de l'été et de l'automne, l'Angarakan est un cours d'eau de régime nivo-pluvial. 
Les hautes eaux se déroulent au printemps, aux mois de juin et de juillet, avec un sommet très net en juin qui correspond au dégel et à la fonte des neiges. Le bassin bénéficie de précipitations appréciables en toutes saisons. Elles tombent sous forme de pluie en été, ce qui explique que le débit de juillet à septembre soit très soutenu tout en baissant progressivement. En automne, aux mois d'octobre puis de novembre, le débit de la rivière chute rapidement, ce qui constitue le début de la période des basses eaux. Cette période a lieu de novembre à avril inclus, et correspond aux importantes gelées qui s'abattent sur toute la Sibérie. 
Le débit moyen mensuel observé en avril (minimum d'étiage) est de 3,84 m3/s, tandis que le débit moyen du mois de juin s'élève à 68,4 m3/s, ce qui souligne des variations saisonnières d'amplitude assez importantes. Sur la durée d'observation de 23 ans, le débit mensuel minimal a été de 2,67 m3/s en janvier 1980, tandis que le débit mensuel maximal s'élevait à 127 m3/s en juin 1994.  
En ce qui concerne la période libre de glaces (de juin à septembre inclus), le débit mensuel minimum observé a été de 10,9 m3/s en août 1987 et en septembre 1998, ce qui restait fort confortable.